# Prix Cornell-Capa
Le prix Cornell-Capa, créé en 2000 en mémoire du photographe Cornell Capa, est l'un des Infinity Awards, décerné chaque année par le Centre international de la photographie de New York.

## Liste des lauréats
- 2000 : Robert Frank
- 2001 : Mary Ellen Mark
- 2002 : Here is New York : a democracy of photographs
- 2003 : Marc Riboud
- 2004 : Josef Koudelka
- 2005 : Susan Meiselas
- 2006 : Don McCullin
- 2007 : Milton Rogovin
- 2008 : ?
- 2009 : Letizia Battaglia
- 2010 : Peter Magubane
- 2011 : Ruth Gruber
- 2012 : Ai Weiwei
- 2013 : David Goldblatt
- 2014 : Jürgen Schadeberg
- 2015 : Graciela Iturbide